# Bg (Unix)
bg是在Unix中讓行程在背景執行的指令。bg用job-id來識別行程。bg會回復暫停的行程。
fg可以把行程移回前景。

### 外部連結
1. ↑  .   [2008-05-16]. （原始内容存档于2008-03-11）.